# 尷尬
尷尬是一种情绪状态，用来表达实施了不能接受或令人皱眉的行为后，被他人看到或透露时导致处境困窘的羞涩；或者在面对不好处理的、困难的或棘手的事导致处境困难时的害羞；在轻度到重度的不适之间。在多數情況下，感到尷尬的人喪失了一些榮譽及尊嚴。這種情感和羞恥相似，差別在於羞恥可以在個人情況下出現（而不需受他人觀看）。而尷尬的行為多數源自社會的不接受，而非道德上的錯誤。
尷尬可以是個人或專業（即官方）性質的，個人的尷尬可以是失儀，例如裸露、放屁、尿失禁等可能令他人感到冒犯。官方的尷尬可以是在一些官方活動中失敗，例如古代中國在各場戰役中慘敗，令中國人民恥於面對外國勢力。

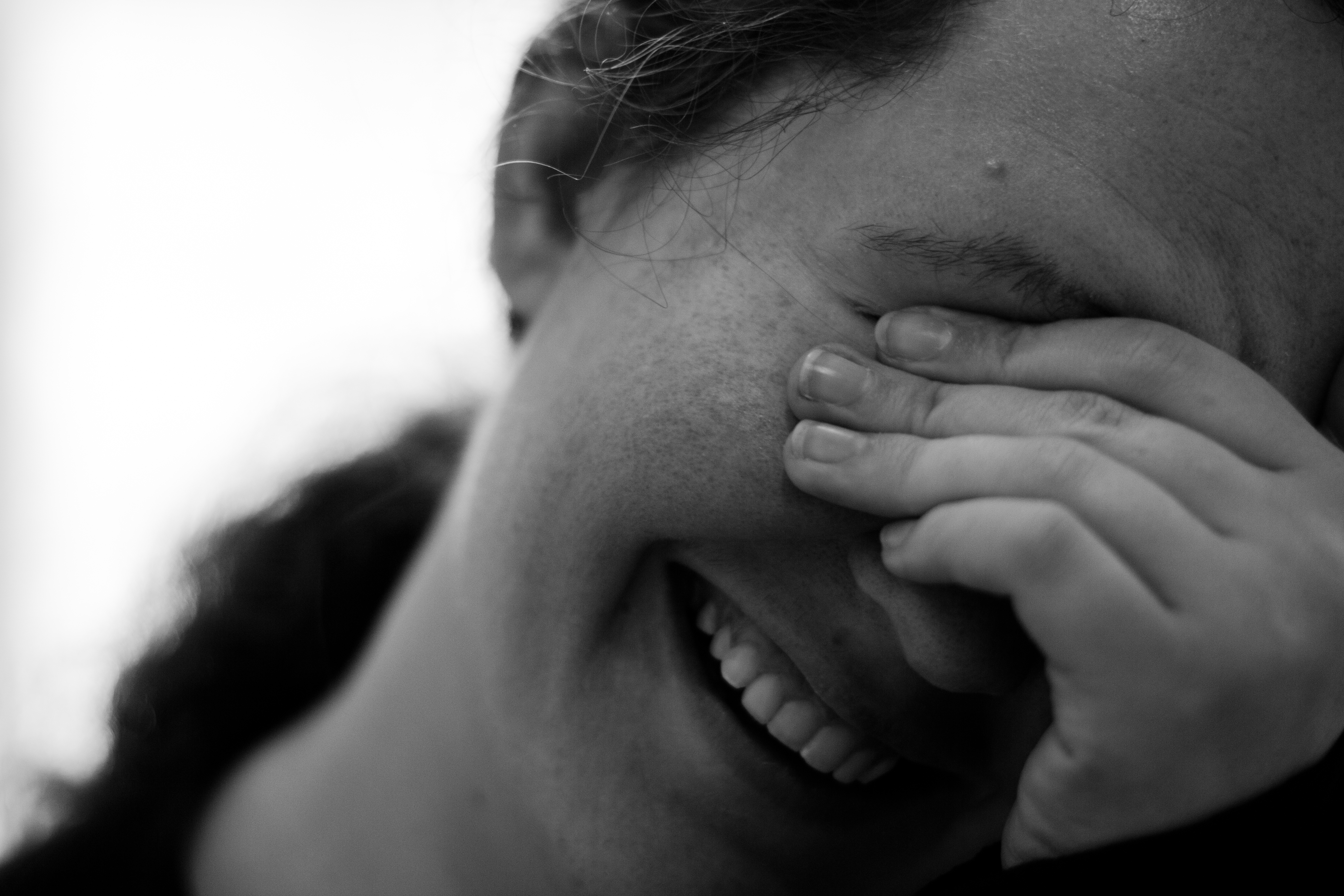
一名女子感到尷尬

## 外部連結
General citations
- . The Oxford English Dictionary. 1989  [February 15, 2006]. （原始内容存档于2006-06-25）.
- Joan Corominas and José Pacual, "embarazar," Diccionario crítico etimológico castellano e hispánico, (Gredos, 1980) Vol. II, p. 555-556.
- . Webster's Third New International Dictionary, Unabridged. 2002  [February 15, 2006]. （原始内容存档于2018-09-05）.
- Corominas, "embarazar."
- . Encyclopaedia Britannica.   [February 15, 2006]. （原始内容存档于2006-08-30）.
- Corominas, "embarazar."
- . The American Heritage Dictionary of the English Language. 2000  [February 15, 2006]. （原始内容存档于2001年4月11日）.
- Tangney, JP; Miller Flicker Barlow. . Journal of Personal Social Psychology. 1996.
- Tovmas Agramyan. . 2015.[永久]